# Histoire de l'audioprothèse
La première audioprothèse est attestée dès le XVIIe siècle. Les améliorations technologiques commencent avec la création du téléphone puis de la radio. L'invention du microphone de carbone, des émetteurs, de la puce de traitement numérique du signal ou DSP, et le développement de la technologie informatique a contribué à transformer l'aide auditive dans sa forme actuelle. 

## Précurseurs
L'écossais Alexander Graham Bell, dont la mère était atteinte de surdité, travaillant sur la conversion des ondes sonores en impulsions électriques pour la réalisation d'aides auditives plus performantes, brevète le premier téléphone en 1876.

## XXesiècle

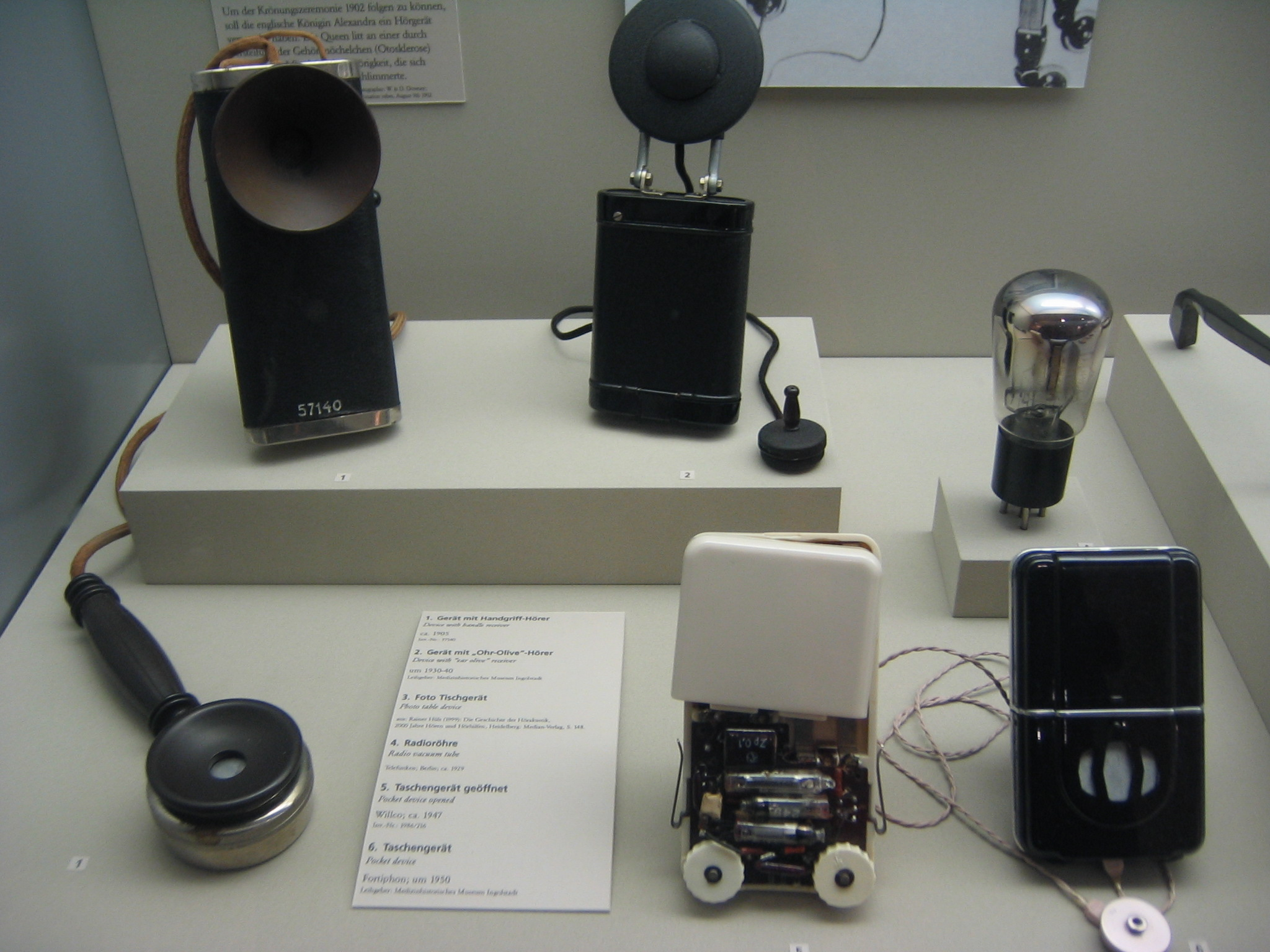
Photos de prothèses auditives datant des années 1920 et 1950. Museum of Medicine, Berlin, Germany..

Le  tube  électronique, inventé  en  1906,  est  ainsi utilisé pour amplifier le son d’une aide auditive au carbone. Ce premier produit, sera commercialisé sous le nom de "Vactuphone"'. 
C'est en 1947, grâce à l'apparition du transistor, qu'on introduit l'électronique dans les prothèses auditives. De nouvelles formes sont créées, comme le contour d'oreille en 1952, les lunettes auditives en 1954, et surtout le premier intra-auriculaire en 1975. 
La programmation numérique fait son apparition autour de l’année 1987. Par contre, l'amplification est toujours analogique. Le premier appareil complètement numériques entrent sur le marché en 1996 : c'est le Senso de la marque danoise Widex.

## Nouvelle génération d’appareil auditif
Depuis quelques années avec l'explosion de la micro-électronique et de l'informatique, le monde de l'audioprothèse connaît une évolution sans précédent. Les principaux avantages qui en résultent sont la miniaturisation des dispositifs et une augmentation de leur capacité de calcul. Cette augmentation des capacités de calcul permet entre autres l'implémentation d'algorithmes de plus en plus performants, permettant de rehausser la parole dans les milieux bruyants pour ne citer qu'un exemple.
L'un des principaux fabricants d'appareil auditif, Phonak, a lancé en Suisse le Lyric, marque rachetée par le groupe Sonova. Ce nouvel appareil commercialisé depuis déjà quelques années aux États-Unis, a pour qualité principale sa discrétion puisqu'il se place entièrement dans le conduit auditif. De plus, il se garde 24h/24 et 7 jours sur 7, et la longévité de sa pile zinc-air assure une autonomie jusqu'à trois mois. L'appareil est non seulement discret, mais jetable. Puisque vendu sous forme d'abonnement, il nécessite les gestes d'un audioprothésiste pour son remplacement.
Par contre, il ne convient pas à toutes les morphologies. Les personnes ayant un conduit auditif trop étroit ou avec une forme inadaptée ne peuvent pas pour l'instant bénéficier de cette technologie.

## Recherches connexes

### Acoustiques
La recherche sur les systèmes auditifs (humains et des autres animaux) pourraient faire avancer l'imagerie médicale et les prothèses auditives,.